# Frederick Holmes
Frederick William "Fred" Holmes (Egyesült Királyság, Shropshire, Cosford, 1886. augusztus 9. - Egyesült Királyság, Nagy-London, Smithfield, 1944. november 9.) olimpiai bajnok brit kötélhúzó.
Az első világháború utáni olimpián, az 1920. évi nyári olimpiai játékokon indult kötélhúzásban. A londoni városi rendőrség csapatában szerepelt. Rajtuk kívül még négy ország indult (amerikaiak, belgák, hollandok és az olaszok). A verseny Bergvall-rendszerben zajlott. A döntőben a hollandokat verték.